# Team Hell No
Palmarès
Champions par équipes de la WWE (1 fois)
La Team Hell No est une ancienne équipe de catcheurs faces composée de Daniel Bryan et Kane. 
Ensemble, ils ont remporté les Championnats par équipes de la WWE lors de Night Of Champions 2012 après avoir battu R-Truth et Kofi Kingston, alors qu'ils étaient en rivalité (Daniel Bryan et Kane s'étaient fait face le mois précédent lors de SummerSlam : match remporté par Daniel Bryan). Au fil du temps, le duo a dû s'adapter et c'est finalement lié d'amitié. Cette équipe, considéré comme l'une des équipes les plus originales, mais également l'une des meilleures de l'histoire de la WWE, a eu l'un des plus longs règnes de l'histoire du Championnats par équipes de la WWE avec 246 jours de possession.
Après cinq ans d'absence, l'équipe se reforme brièvement en 2018.

## Carrière

### World Wrestling Entertainment (2012-2013)

#### Avant la formation (2012)
Lors de Over the Limit, Daniel Bryan affronte CM Punk pour le championnat de la WWE, mais ne remporte pas le match. Il obtient un autre match pour le titre à No Way Out face à CM Punk et Kane dans un Triple Threat match ou CM Punk remporte le match. Le 23 juillet à Raw, AJ Lee annonce que Daniel Bryan affrontera Kane à SummerSlam. Le match sera remporté par Daniel Bryan. Le 3 septembre, le public via RAWactive lui « ordonne » de prendre Daniel Bryan dans ses bras, ce qu'il fait ; cependant, cela se finit en combat entre les deux hommes. La semaine suivante, Bryan et lui battent les Primetime Players (Titus O'Neil et Darren Young) et deviennent challengers aux championnats par équipes.

#### Champions par équipes et Rivalité avec The Shield (2012-2013)
Lors de Night of Champions, Daniel Bryan et Kane battent R-Truth et Kofi Kingston et deviennent les nouveaux champions par équipes. Les deux hommes se disputent la propriété des titres par équipes, chacun prétendant être le seul véritable champion. Ils conservent les ceintures contre la Team Rhodes Scholars, composée de Cody Rhodes et Damien Sandow lors de Hell in a Cell, match que les champions perdent par disqualification. Pendant les semaines suivantes, Kane et Bryan s'entendent de mieux en mieux, formant ainsi une vraie équipe, nommée Team Hell No, et effectuent un face turn progressif. La Team Hell No fait partie de l'équipe Foley aux Survivor Series, qui perdra contre l'équipe Ziggler. En fin d'année, les deux hommes entrent en rivalité avec un nouveau clan appelé The Shield, composé de Dean Ambrose, Roman Reigns et Seth Rollins, qui les attaquent pendant leurs matchs. Ils affronteront The Shield avec Ryback comme partenaire dans un TLC match à 3 contre 3 lors de TLC. Le match sera remporté par The Shield. En décembre, ils rejoignent le roster de Raw.
En début d'année 2013, les deux hommes participent au Royal Rumble match du Royal Rumble. Bryan éliminera son partenaire Kane, mais se fera éliminer quelques secondes plus tard par ce dernier après avoir été jeté dans ses bras à l'extérieur. Bryan et Kane participent ensuite à l'Elimination Chamber match lors de Elimination Chamber, mais aucun des deux ne parvient à remporter le match. Lors de WrestleMania 29, ils conservent les titres en battant Dolph Ziggler et Big E Langston.

#### Perte du titre et dissolution de la Team Hell No (2013)
Lors d'Extreme Rules, ils perdent leur titre contre The Shield (Roman Reigns et Seth Rollins) dans un Tornado Match, mettant fin à leur règne de 246 jours.
Ils tenteront lors des semaines suivantes de récupérer les titres mais n'y parviendront pas. Dans le même temps, des tensions apparaîtront au sein du duo, ce qui provoquera la fin de la Team Hell No un an après sa formation.

#### Retour de la Team Hell No (2018)
Lors du Smackdown Live du 26 juin 2018, après le combat de Daniel Bryan contre Luke Harper, les Bludgeon Brothers attaquent Daniel Bryan jusqu'à que Kane débarque, il fait donc son retour à la WWE. Après avoir attaqué les Bludgeon Brothers, Kane demande un câlin que Daniel Bryan commence par refuser, puis accepte. Paige arrive ensuite pour annoncer que les Bludgeon Brothers affrontera la Team Hell No pour les WWE Smackdown Tag Team Championship à Extreme Rules. Lors d'Extreme Rules, ils sont attaqués dans les vestiaires par The Bludgeon Brothers, plus tard dans la soirée, ils perdent contre ces derniers et ne remportent pas les titres par équipe de SmackDown.

## Palmarès
- World Wrestling Entertainment
  - 1 fois Champions par équipes de la WWE